# Josef Sedláček (Fußballspieler, 1893)
Josef Sedláček (* 15. Dezember 1893 in Prag; † 15. Januar 1985) war ein österreichisch-tschechoslowakischer Fußballspieler, Nationalspieler und Olympiateilnehmer.

## Karriere

### Vereine
Sedláček gehörte in den Jahren 1916 und 1917 SK Slavia Praha als Abwehrspieler an, bevor er von 1920 bis 1927 für den Lokalrivalen Athletic Club Sparta Praha in der höchsten Spielklasse (mit wechselnden Namen) Punktspiele bestritt. Während seiner Vereinszugehörigkeit gewann er fünfmal die inoffizielle und dreimal die offizielle Meisterschaft.

### Nationalmannschaft
Für die österreichische Nationalmannschaft bestritt er ein einziges Länderspiel. Das am 7. Oktober 1917 in Budapest in Freundschaft ausgetragene Länderspiel wurde mit 1:2 verloren. In diesem Spiel erzielte er mit dem Treffer zum Endstand in der 77. Minute auch sein erstes Tor.
Von 1920 bis 1926 war er 13 Mal für die Nationalmannschaft der Tschechoslowakei aktiv, für die er sechs Tore erzielte. Mit ihr nahm er am olympischen Fußballturnier 1920 in Antwerpen teil und debütierte am 28. August beim 7:0-Achtelfinalsieg über die Nationalmannschaft Jugoslawiens; in diesem Spiel gelang ihm mit dem Treffer zum 3:0 in der 43. Minute sein erstes Länderspieltor. Des Weiteren wurde er im Viertel- und Halbfinale sowie im Finale, das mit 0:2 am 2. September 1920 im Olympiastadion Antwerpen gegen die Nationalmannschaft der gastgebende Nation verloren wurde, eingesetzt. Im olympischen Fußballturnier 1924 in Paris gehörte er erneut zur Mannschaft, für die er in der Vorrunde, beim 5:2-Sieg über die Nationalmannschaft der Türkei im Stade Bergeyre, zwei Tore erzielte und für die er in den beiden Turnierspielen gegen die Schweizer Nationalmannschaft spielte.
Sein letztes Länderspiel bestritt er am 14. März 1926 bei der 0:2-Niederlage im Freundschaftsspiel gegen die Nationalmannschaft Österreichs im Stadion Hohe Warte.

## Erfolge
Nationalmannschaft
- Finalist Olympisches Fußballturnier 1920

Sparta Prag
- Tschechoslowakischer Meister 1919, 1920, 1921, 1923, 1924 (jeweils inoffiziell), 1922, 1926, 1927